# Selenops cordatus
Selenops cordatus är en spindelart som beskrevs av Zhu, Sha och Chen 1990. Selenops cordatus ingår i släktet Selenops och familjen Selenopidae. Inga underarter finns listade i Catalogue of Life.